# Steve Cardiff
Pour les articles homonymes, voir Cardiff.
Steve Cardiff (né le 10 août 1957 au Port Alberni dans la province canadienne de la Colombie-Britannique et il est décédé le 6 juillet 2011) était un homme politique yukonnais (canadien). Il était le député néo-démocrate de la circonscription territoriale de Mount Lorne lors de l'élection yukonnaise du 4 novembre 2002 jusqu'à sa mort à l'Assemblée législative du Yukon.
Lors de l'élection yukonnaise du 4 novembre 2002, Steve avait battu le député sortant du Parti libéral du Yukon Cynthia Tucker.

## Source
- (en) Cet article est partiellement ou en totalité issu de l’article de Wikipédia en anglais intitulé « Steve Cardiff » (voir la liste des auteurs).